# Ластения Мантинейская
Ластения (или Ластенейя) Мантинейская (Lastheneia, Lasthenia) была одной из женщин-учениц Платона. Она родилась в Мантинее, древнем городе в Аркадии, в Пелопоннессе. Училась в Академии Платона, переодевшись мужчиной. После смерти Платона она продолжила обучение у племянника Платона Спевсиппа. Говорят, что она состояла в связи с ним.
Во фрагменте папируса из Оксиринха упомянута некая женщина, которая училась у Платона, Спевсиппа, а после у Менедема Эритрейского. Там говорится, что «в юности она была красива и исполнена непринужденной грации». Эта женщина, вероятно, Ластения или же Аксиотея Флиусская.